# 亨德森鎮區 (北達科他州卡弗利爾縣)
亨德森鎮區（英語：Henderson Township）是位於美國北達科他州卡弗利爾縣的一個鎮區。

## 地方資料
亨德森鎮區的面積為75.51平方千米，當中陸地面積為72.31平方千米，而水域面積為3.20平方千米。根據2020年美國人口普查的數據，當地共有人口33人，而人口密度為每平方千米0.44人。